# ایران در دوران خلافت
ایران، پس از شکست شاهنشاهی ساسانیان از اعراب، تحت حکومت خلفای راشدین، امویان و عباسیان قرار گرفت.

## خلافت راشدین
خلافت راشدین (به عربی: الخلافة الراشدة) یا خلافت اولیه نخستین حکومت اسلامی تحت نام خلافت است که در روز درگذشت محمد پیامبر اسلام، در دوشنبه ۲۸ صفر سال ۱۱ قمری برابر با ۱۰ ژوئن سال ۶۳۲میلادی پدید آمد. و تا سال ۴۰ هجری به طول انجامید. فرمانروایان از صحابه محمد و از طایفه قریش به ترتیب ابوبکر (حاکم ۶۳۲–۶۳۴)، عمر بن خطاب (حاکم ۶۳۴–۶۴۴)، عثمان بن عفان (حاکم ۶۴۴–۶۵۶) و علی بن ابی‌طالب (حاکم ۶۵۶–۶۶۱) بودند.
حملهٔ اعراب به ایران یا فتح ایران به دست مسلمانان از سال ۶۳۳ میلادی در زمان خلافت ابوبکر شروع شد، در زمان عمر به اوج خود رسید و در زمان عثمان منتهی به سقوط کامل دولت ساسانی در سال ۶۵۱ میلادی (مطابق با سال ۳۰ هجری قمری) و کشته شدن یزدگرد سوم، آخرین پادشاه ساسانیان، گردید. این حملات همچنین باعث افزودن تمام ایران (به جز تبرستان و گیلان) به قلمرو خلافت راشدین شد. فتح ایران سرآغاز فرایند تدریجی گرویدن ایرانیان به اسلام بود که چندین قرن طول کشید.
در هنگام فتح، مسلمانان به مرزبانان یا حاکمان محلی چند گزینه ارائه می‌کردند: یا مسلمان شوند و جز امّت اسلامی محسوب گردند؛ یا فرمانروایی مسلمانان را بپذیرند و با پرداخت جزیه آزاد بمانند و بر مذهب خود باقی باشند؛ یا اینکه به عنوان آخرین گزینه مقاومت کنند و بجنگند که در آن صورت خطر کشته شدن یا به بردگی گرفته شدن وجود می‌داشت. اعراب معمولاً در امور داخلی مردمان محلی که مالیات خود را می‌پرداختند دخالت نمی‌کردند.
دو سیاست اصلی در این دوره این بود که (۱) بادیه نشینان از آسیب رساندن به جامعه کشاورزی بازداشته شوند (۲) حاکمان مسلمان با روسا و نامداران نواحی فتح شده همکاری کنند و مردمان محلی تا جای ممکن پریشان نشوند. به همین دلیل مسلمانان نخستین تلاشی برای گرواندن ایرانیان به اسلام نکرده (به گفته لاپداس در زمان فتح اعراب اسلام را دینی عربی و برای خودشان در نظر می‌گرفتند)، و علاقه‌ای بر به هم زدن نظم اجتماعی و اداری نداشتند. اما با گذشت زمان آن‌ها کنترل خود را بر شهرها بیشتر کردند.

## امویان
پس از کشته شدن علی در مسجد کوفه و صلح حسن و معاویه، خلافت معاویه بن ابوسفیان آغاز می‌گردد. به نوشته عبدالحسین زرین کوب، حکومت امویان را چیزی به جز ارتجاع و بازگشت به فرهنگ عرب پیش از اسلام نمی‌توان نامید؛ زیرا به جز دورهٔ کوتاه مدت خلافت عمر بن عبدالعزیز تمامی خلفای این سلسله خشونت و تنفر نسبت به موالی و غیر عربان را پیشه خویش کرده بودند امویان را اعتقاد بر این بود که فقط کسی که خون خالص عربی در رگ و ریشه‌اش باشد سزاوار فرمانروایی خلق است و سایر نژادها برای خدمت به اعراب و انجام کارهای پست آفریده شده‌اند.
امویان تلاش کردند تا زبان عربی را بر مردم زیر فرمانشان تحمیل کنند. به عنوان مثال حجاج ابن یوسف که از استفاده از زبان فارسی در دیوان‌های اداری راضی نبود، دستور داد تا این زبان با عربی جایگزین شود، اتفاقی که معمولاً به راحتی انجام نمی‌پذیرفت و در بیشتر مواقع با خشونت روی می‌داد. گزارش خشونت‌های اعمال شده توسط امویان علیه فرهنگ ایرانی، در نوشته‌های متفکرانی مانند ابوریحان بیرونی و ابو الفرج اصفهانی  بازتاب پیدا کرده‌اند. بیرونی در گزارش فراموش شدن زبان خوارزمی از این می‌گوید که سپاه عرب همه کسانی که می‌توانستند به خوارزمی صحبت کنند را کشتند، تا تنها کسانی که خواندن و نوشتن بلد نبودند، باقی ماندند.
این سیاست‌های خشونت آمیز در قبال ایرانیان تا زمان پیش از ظهور  خلافت بنی‌عباس در منابع تاریخی بسیار دیده می‌شود. به عنوان مثال فرستاده خلیفه در اصفهان تک‌تک موالیانی را که موفق به پرداخت مالیات خود نشده بودند را سر برید. یا مثلا منابع تاریخی مانند الکامل نوشته ابن اثیر گزارش داده‌اند که سعد ابن عاس در سال ۶۵۱ (در جریان فتح گرگان توسط مسلمانان در دوره خلفای راشدین) تمام مردم شهر تمیشه را کشت، به جز یک نفر.
بار تسلط عرب کم‌کم بر ایرانیان سنگین‌تر می‌شد و منظور دینی عرب با اغراض شخصی و حکومت قوم غالب بر مغلوب و تحقیر مردم غیر عرب و استفاده از نتیجه زحمت تابعان تبدیل می‌گشت. در این وقت سه دسته مردم موجود بود:
1. دسته‌ای که به دلخواه و ایمان کامل تعالیم اسلامی را پذیرفته و به دین اسلام گرویده بودند که غالباً از طرفداران خاندان علی ابن ابی طالب بودند. این دسته از عدم اجرای شرایع و تعالیم دین دلتنگ و ناخشنود بودند.[۱۹]
2. دسته دیگر که به سبب فرار از جزیه و خراج و تحصیل اعتبار و آسایش، خود را مسلمان نشان می‌دادند و در واقع نه به دین پیشین بودند و نه به دین تازه. این دسته بدان گونه که می‌خواستند با ایشان معامله نمی‌شد، اعراب با ایشان با سروری و بزرگی رفتار نمی‌کردند و از امتیازات اجتماعی آن طور که خود بهره‌مند می‌شدند، به ایشان نصیب نمی‌دادند و این امر سبب نارضائی ایشان بود.[۲۰]
3. بخشی دیگر نیز به دین نیاکان خود مانده بودند. دسته سوم، پیوسته منتظر فرصت برای خلاصی و رهایی از حکم غالبان بودند.[۲۱]

## عباسیان
به واسطه سیاست‌های اداری، مالی و نظامی متوکل از جمله ول خرجی فراوان، عدم ثبات مقامات اداری و تغییر مکان پایتخت به سامرا و نیز چرخش مذهبی وی به سمت حنابله، خلافت تضعیف شد و با قتل وی در ۲۴۷ ه‍.ق/۸۶۱ م توسط غلامان ترک زمینه زوال قدرت عباسیان فراهم شد. با وقوع جنگ داخلی در بغداد و سامرا طی یک دهه پس از مرگ متوکل که به کشته شدن چهار خلیفه انجامید، امپراتوری عباسی عملاً تکه‌تکه شد و سلسله‌های نسبتاً مستقلی توسط قدرت‌های نظامی محلی تحت عنوان «امیر» در جای جای سرزمین‌های اسلامی ظهور کردند. این سلسله‌های جدید مانند صفاریان، برخلاف امرای قبلی نظیر طاهریان در پی خودمختاری و مرکزگریزی بودند.